# Colcannon

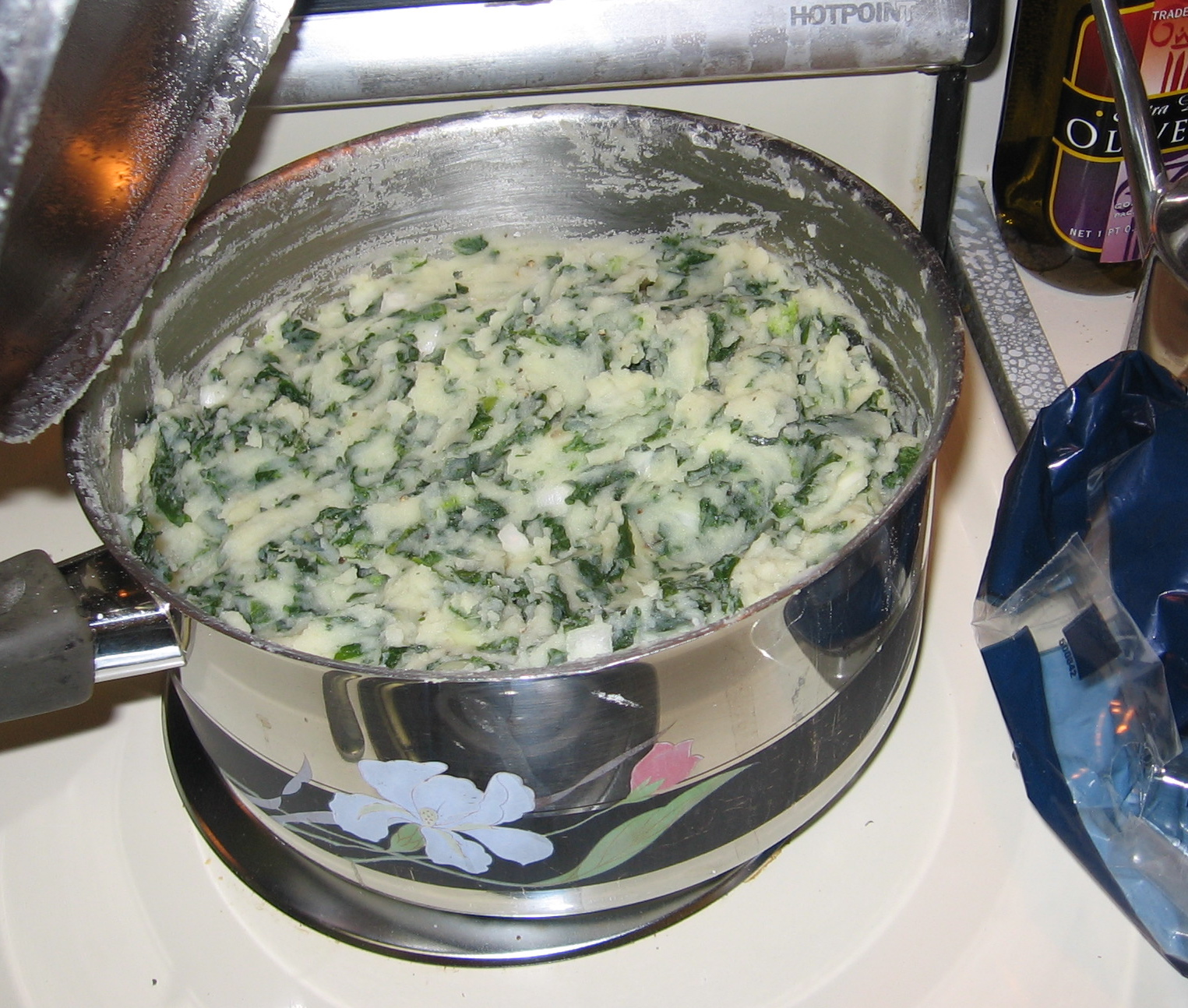
Garnek z colcannonem

Colcannon (irl. cál ceannann) – potrawa kuchni irlandzkiej, rodzaj purée z ziemniaków z dodatkiem poszatkowanego jarmużu lub kapusty. W Irlandii colcannon tradycyjnie jest jedzony w Halloween.
Colcannon przygotowuje się, mieszając tłuczone ugotowane ziemniaki oraz posiekany, ugotowany lub uduszony jarmuż (kapustę). Do tej masy dodaje się mleko, masło i przyprawy, następnie można ją zapiec. Niektóre przepisy uwzględniają także dodatek duszonej cebuli. 
Potrawie tej poświęcona jest piosenka, wykonywana m.in. przez Mary Black, a zaczynająca się od słów:

Well did you ever make colcannon 
Made with lovely pickled cream 
With the greens & scallions mingled 
Like a pitcher in a dream